# Sjostedtiella erythrostoma
Sjostedtiella erythrostoma är en stekelart som beskrevs av Morley 1926. Sjostedtiella erythrostoma ingår i släktet Sjostedtiella och familjen brokparasitsteklar. Inga underarter finns listade i Catalogue of Life.